# Pierre Pau
Pour les articles homonymes, voir Pau (homonymie).
Pierre Pau, né à Lyon, est considéré par certains historiens comme l'autre Européen qui fut, aux côtés de Louis Payen en 1663, l'un des premiers habitants de La Réunion, île du sud-ouest de l'océan Indien alors appelée Bourbon. 
Pour d'autres historiens, il est  arrivé sur Bourbon, avec son épouse Anne Billard, entre 1665 et 1667.
Il serait le père du premier enfant (Étienne Pau), né sur l'île en 1667. À la mort de Pierre Pau en 1670, sa femme est partie à Madagascar avec l'enfant.